# マルタ・ゲネンゲル

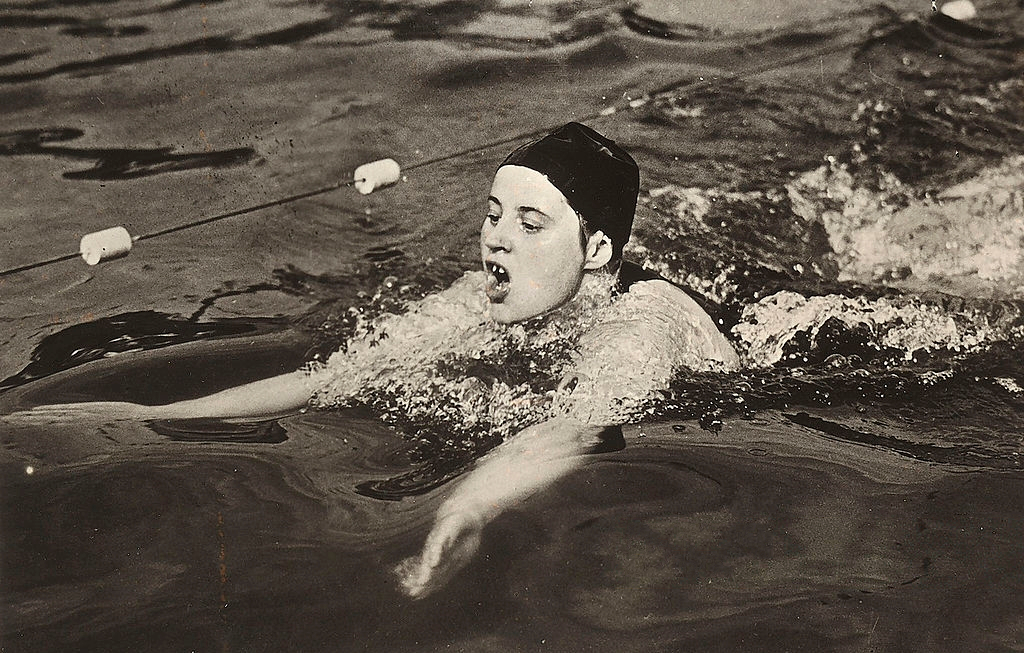
ベルリン五輪決勝

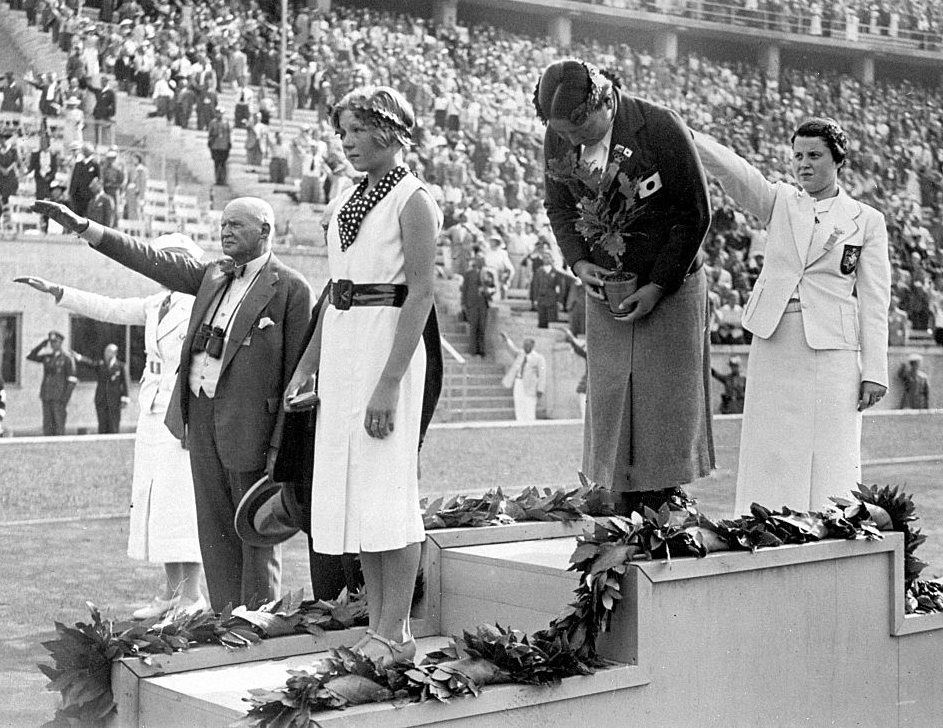
ベルリン五輪表彰式全景（表彰台左からインゲ・セーレンセン、前畑秀子、マルタ・ゲネンゲル）

マルタ・ゲネンゲル（Martha Genenger, 1911年11月11日- 1995年8月1日）は、ドイツの競泳選手。

## 生涯
1934年に行われた欧州選手権の200m平泳ぎで優勝ヨーロッパチャンピオンとなっていた。
1936年地元ドイツで行われたベルリンオリンピックで日本の前畑秀子と大接戦の末銀メダルを獲得した。タイムは3分4秒2で、前畑にわずか0.6秒の遅れであった。
ベルリン大会後はコーチとして水泳に携った。
1977年、ベルリンにて前畑と再会した。二人は抱き合い、一緒に50mを泳ぎ自宅に泊めたという。
1995年、前畑が亡くなってから約5ヶ月後に84歳で亡くなった。